# 山水洞

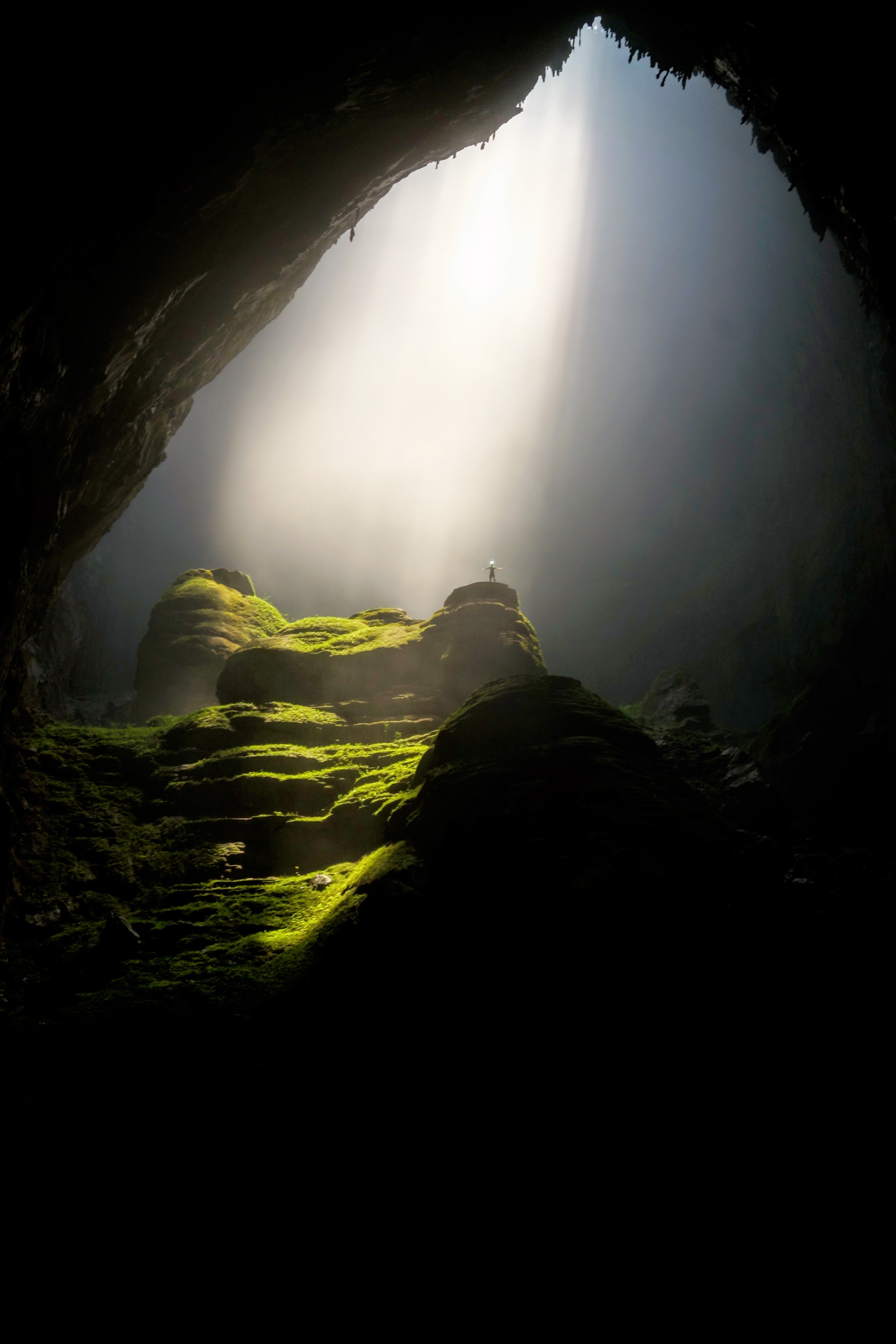
山水洞

山水洞，又译韩松洞、杭松洞，它是越南廣平省峰牙－己榜國家公園内的一个洞穴。該洞穴內有一條快速流动的地下河以及世界上已知最高的石笋，高达70m。洞穴由当地人在1991年发现。2009年4月，英国洞穴研究协会对洞穴进行考察，在洞内前行了约4.5公里，因遭遇巨大的方解石牆而停止。尽管如此，韩松洞依然成为了迄今为止发现的世界上最大的单体洞穴走廊。

## 名稱
該洞穴的名稱由漢越詞“Sơn”（山）和布魯語“Đoòng”（水）組成，意為“山水洞”。